# مرشدات الفلبين

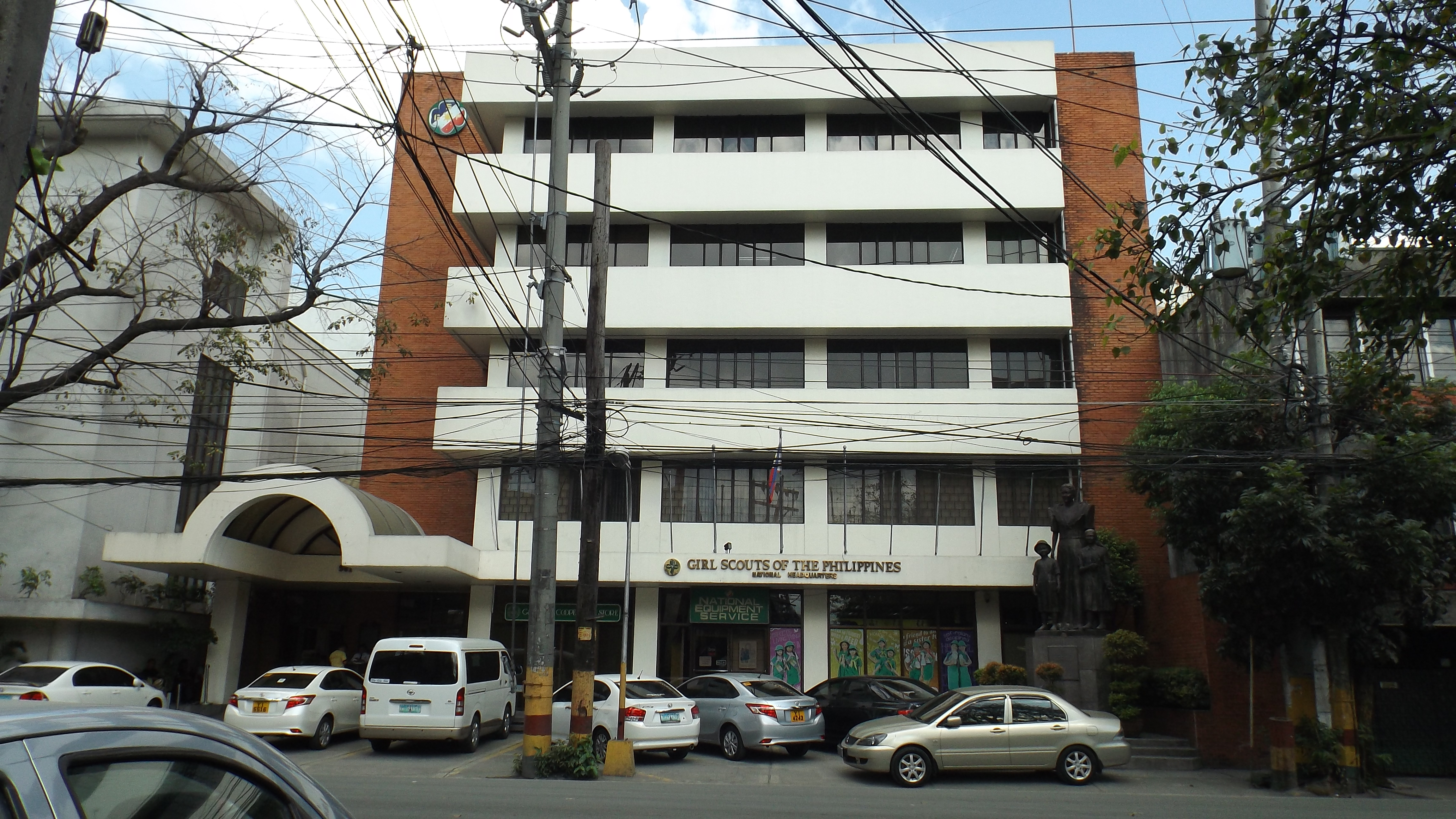

مرشدات الفلبين هي المنظمة الإرشادية الوطنية في الفلبين . تأسست حركة المرشدات في الفلبين عام 1918 ولقد أصبحت عضوا في الجمعية العالمية للمرشدات وفتيات الكشافة عام 1940 والمنظمة للفتيات فقط وتحوي 716,002 عضو، وذلك اعتبارا من 2013 .